# Mamestra scotochroma
Mamestra scotochroma är en fjärilsart som beskrevs av Johannes Karl Max Röber 1884. Mamestra scotochroma ingår i släktet Mamestra och familjen nattflyn. Inga underarter finns listade i Catalogue of Life.